# Chrostowa (województwo łódzkie)
Chrostowa – wieś w Polsce położona w województwie łódzkim, w powiecie radomszczańskim, w gminie Gidle.
| SIMC    | Nazwa    | Rodzaj     |
| ------- | -------- | ---------- |
| 1040562 | Nadolnik | przysiółek |

W latach 1975–1998 miejscowość administracyjnie należała do województwa częstochowskiego.